# Jiří Sternberg
Jiří Sternberg (* 29. listopad 1968 Senden, Spolková republika Německo) je příslušník starobylého českého šlechtického rodu Sternbergů a současný vlastník zámku Jemniště. Spolu se zámkem zdědil i 1100 ha lesa, 80 ha polí a 70 ha rybníků. Jeho strýc Zdeněk Sternberg (1923–2021) zrestituoval hrad Český Šternberk.

## Život
Narodil se jako první potomek a jediný syn Jana Bosca Sternberga (1936–2012) a jeho manželky Marie Leopoldiny, rozené Lobkowiczové (1943–2017) v Německu, kam rodina v roce 1968 emigrovala. Jméno dostal po dědečkovi Jiřím Sternbergovi (1888–1965). Ještě v roce 1968 se však vrátili zpět do Československa. Vyrůstal v Chodově u Karlových Varů. V roce 1987 maturoval na gymnáziu v Klatovech. Má mladší sestru Kateřinu (* 2. ledna 1974 Plzeň), která se na Jemništi 6. července 1996 provdala za Petra Žáka (* 10. března 1974 Klatovy).
Studoval stavební fakultu, studia ale nedokončil. Jeho prateta Terezie, provdaná Mensdorff-Pouilly (1902–1985), které byl zámek Jemniště zkonfiskován nacisty v roce 1943, uvedla v závěti Jiřího. O restituci nicméně zažádal Jiřího otec Jan Bosco, protože byl bližším příbuzným původní majitelky. Než otec zrestituoval zámek Jemniště a Jiří ho začal spravovat, pracoval čtyři roky jako kastelán u svého strýce Zdeňka na hradě Český Šternberk. V roce 1995 se nastěhoval do Jemniště. S manželkou Petrou jsou rovnocennými vlastníky firmy Zámek Jemniště s. r. o. Se svou rodinou obývá levé křídlo zámku. V Jemništi vlastní také starý zámek.

## Rodina
Jiří Sternberg se 25. listopadu 1995 v Jemništi oženil s vystudovanou teoložkou Petrou Říhovou (* 21. únor 1975 Jindřichův Hradec). Mají spolu dvě děti:
- 1. Vojtěch Václav (* 16. září 1996 Benešov), literát, překladatel, tlumočník[11]
- 2. Izabela (* 26. ledna 1999 Neratovice), studovala tvůrčí psaní, agroekologii v Českých Budějovicích, vyrábí šperky, spravuje starý zámek v Jemništi[11]